# Harvest Moon DS: Sunshine Islands
Harvest Moon DS: Sunshine Islands (牧場物語 キラキラ太陽となかまたち Bokujō Monogatari: Kira Kira Taiyō to Nakama Tachi, lit. "Farm Story: Shining Sun and Friends") là một trò chơi điện tử mô phỏng nông trại phát hành ngày 21 tháng 2 năm 2008 tại Nhật Bản, ngày 12 tháng 11 năm 2009 tại Bắc Mỹ. Đây là phần thứ mười bảy của loạt Story of Seasons, và phần thứ tư trên hệ máy Nintendo DS, trò chơi có cách chơi gần giống với Harvest Moon DS: Island of Happiness do lấy bối cảnh của một trong số những hòn đảo trong Island of Happiness.

## Câu chuyện
Nhiều năm trước, một trận động đất mạnh đã tấn công quần đảo Sunshine, khiến chúng chìm xuống biển. Nhiệm vụ của người chơi là tìm ra những Viên đá Mặt trời kỳ diệu và khôi phục Quần đảo Ánh dương trở lại vinh quang.
Trong Harvest Moon: Sunshine Islands, người chơi sẽ gia nhập lại tất cả các nhân vật được yêu thích từ Harvest Moon: Island of Happiness, và gặp gỡ một số người bạn mới. Người chơi trồng và thu hoạch mùa màng, chăm sóc động vật, khai thác, đánh bắt cá và thi đấu trong các lễ hội trong nhiệm vụ khôi phục quần đảo Sunshine trở lại vinh quang trước đây.
Mục tiêu của người chơi là thu thập Đá Mặt trời, được sử dụng để đưa các hòn đảo đã chìm từ dưới đáy đại dương lên. Có tổng cộng 100 Viên đá Mặt trời tương ứng khôi phục 10 hòn đảo bị mất tích từ quần đảo. Các hòn đảo khác nhau sẽ có các tính năng khác nhau; Đảo Nấm có nấm dại, Đảo Núi lửa có mỏ, v.v.

## Cách chơi
Người chơi có thể chọn là con trai (Mark) hoặc con gái (Chelsea).
Trò chơi chia thành bốn mùa, mỗi mùa có 30 ngày tạo thành một năm. Mỗi ngày diễn ra trong khoảng mười lăm phút.
Một trong những thay đổi chính so với phiên bản trước là không cần dùng đến bút cảm ứng. Người chơi có thể sử dụng phím định hướng để di chuyển nhân vật, nhưng các điều khiển bút cảm ứng vẫn có thể sữ dụng nếu muốn.
Có sáu danh mục (câu cá, khai thác, nấu ăn, cây trồng, động vật và "những thứ khác") kết hợp với nhau để xác định mức độ trang trại tổng thể của bạn. Người chơi không thể thấy giá trị điểm trong mỗi danh mục, nhưng các tính năng trong trò chơi sẽ mở khóa dần dần khi người chơi hoàn thành đủ điểm trong mỗi danh mục. 
Việc bổ sung hệ thống danh mục tăng thêm nhiều thách thức cho trò chơi, vì nó yêu cầu người chơi thực sự phải tập trung hoàn thành đúng danh mục mà người chơi muốn mở khóa thêm. Nếu người chơi muốn bắt được những con cá lớn, thì phải câu rất nhiều lần mới có thể có quyền câu cá lớn. Tương tự nếu muốn mở khóa hạt giống Yam, thì phải vận chuyển rất nhiều loại cây trồng cũng như luyện tập nấu ăn thường xuyên trong bếp để có công thức món ăn cao cấp.
Một thay đổi lớn khác là việc bổ sung các sự kiện ngẫu nhiên không tồn tại trong Island of Happiness. Các sự kiện trái tim đã được cắt giảm xuống chỉ còn 4 màu cơ bản là tím, xanh lam, xanh lá cây và vàng, thay vì 96 phiên bản khác nhau như trong Island of Happiness. Trò chơi có khoảng 30 sự kiện ngẫu nhiên để người chơi có thể xem các cắt cảnh nhỏ của dân làng tương tác với nhau.
Có nhiều vật phẩm hơn để "thu thập", chẳng hạn như 143 loài cá khác nhau, hơn 220 công thức nấu ăn, 40 loại nấm, 100 Viên đá Mặt trời, v.v.

## Kết hôn
Giống như trong các trò chơi Harvest Moon khác, người chơi có thể kết hôn. Các ứng cử viên giống như trong Harvest Moon DS: Island of Happiness với một ứng viên cho mỗi giới tính. Ứng cử viên mới cho người chơi nữ là Will, và ứng cử viên mới cho nam là Lily. 
Sau khi kết hôn vào mùa tiếp theo, người chơi có thể có một đứa con với vợ/chồng. Như trong các trò chơi Harvest Moon khác, người chơi phải nâng cao mức độ tim của ứng viên mới có thể kết hôn. Có 7 giai đoạn màu sắc Đen → Tím → Xanh lam → Lục → Vàng → Cam → Đỏ mà người chơi phải thực hiện trước khi ứng viên chấp nhận lời cầu hôn. 
Các ứng viên nam là Denny, Elliot, Mark, Pierre, Shea, Will và Vaughn, các ứng viên nữ là Alisa, Chelsea, Julia, Lanna, Lily, Natalie, Sabrina và Witch.

## Phát triển
Phần thưởng cho đơn đặt hàng trước của Mỹ là một con lợn nhồi bông phiên bản giới hạn đi kèm theo trò chơi khi đặt hàng từ các nhà bán lẻ.
Kết nối Nintendo Wi-Fi có thể giao tiếp với tối đa bốn người, hỗ trợ trò chuyện thoại và trao đổi vật phẩm.

## Tiếp nhận
Metacritic có điểm tổng hợp là 77/100 từ 9 bài đánh giá cho Harvest Moon DS: Sunshine Islands.
Nintendo Power đánh giá trò chơi 7/10 điểm, lưu ý rằng "Sunshine Islands cho thấy cái nhìn rõ hơn so với các bản Harvest Moon trên máy cầm tay trước đây về cách sử dụng hiệu quả hệ máy DS."
James Newton của Nintendo Life đánh giá trò chơi ở mức Tốt với 7/10 sao. Khen ngợi việc điều khiển vừa bằng nút vật lý vừa bằng cảm ứng của Sunshine Islands tốt hơn hẳn bản tiền nhiệm, giúp nâng cao trải nghiệm chơi, nhưng cảm thấy trò chơi vẫn còn thiếu nhiều nội dung so với các trò chơi nông trại khác.